# Mató (cognom)
Mató (en llatí Matho o Mato) era una família romana que formava part de les gens Pompònia i Nèvia. Ciceró diu que la seva forma correcta era Mato, ja que no es pronunciava l'"h" aspirada. El nom apareix escrit a monedes i inscripcions tant d'una manera com de l'altra i més sovint com a Matho.
Personatges destacats de la família van ser:
- Quint Nevi Mató, pretor el 185 aC
- Mani Pomponi Mató, cònsol el 233 aC
- Marc Pomponi Mató (cònsol), cònsol el 231 aC
- Marc Pomponi Mató (pretor), pretor el 204 aC